# Condado de Prairie (Montana)
El condado de Prairie (en inglés: Prairie County) es uno de los 56 condados del estado estadounidense de Montana. En el año 2000 tenía una población de 1.199 habitantes con una densidad poblacional de 0,46 personas por km². La sede del condado es Terry.

## Geografía
Según la Oficina del Censo, el condado tiene un área total de 4514 km² (1742,9 mi²), de la cual 4499 km² (1737,1 mi²) es tierra y 16 km² (6,2 mi²) (0.34%) es agua.

### Condados adyacentes
- Condado de McCone - norte
- Condado de Dawson - norte
- Condado de Wibaux - este
- Condado de Fallon - sureste
- Condado de Custer - sur
- Condado de Garfield - oeste

## Carreteras
- Interestatal 94
- Carretera Estatal de Montana 253

## Demografía
En el 2000 la renta per cápita promedia del condado era de $25,451, y el ingreso promedio para una familia era de $32,292. En 2000 los hombres tenían un ingreso per cápita de $22,424 versus $18,833 para las mujeres. El ingreso per cápita para el condado era de $14,422. Alrededor del 17.20% de la población estaba bajo el umbral de pobreza nacional.

## Comunidades

### Pueblo
- Terry

### Lugar designado por el censo
- Fallon

### Otras comunidades
- Saugus
- Shirley
- Zero